# 존 찰스 라일

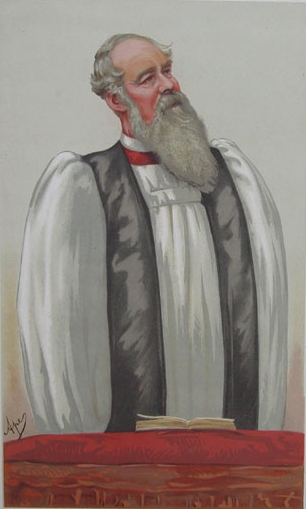

존 찰스 라일(Bishop John Charles Ryle, 1816년 5월 10일-1900년6월 10일)주교는 영국 리버풀에서 활동한 성공회 주교이다. 근대 성공회의 복음주의자들중 한 사람이다.

## 경력

### 학문수련
라일 주교는 1816년 5월 10일 영국 매클스필드에서, 은행가이던 아버지 존 라일과 어머니 수잔나 라일의 장남으로 태어났으며, 1834년 이튼 칼리지를 졸업하고 옥스퍼드대학교의 크라이스트 처치 대학에 입학하였다. 대학생 시절 라일 주교는 장학금을 받고 공부할만큼 훌륭한 실력을 갖춘 학생이었으며, 헬라어와 라틴어를 잘하였다. 크리켓도 잘하고 성격도 남성적이어서 친구들이 많았다고 전해진다.

### 회심
1838년 대학생이던 라일 주교는 공부를 무리해서 하다가, 병으로 오랫동안 누워지내다가 성서를 읽기 시작했으며, 교회에서 에베소서 2장 8절을 듣고 회심하였다. 성공회의 전도구 교회에서 목회를 한 크리스토퍼 사제에 의하면, 라일 주교는 전례봉사자나 사제가 신약성서를 읽는 말씀전례때에 죄와 그리스도의 고귀함, 성서의 가치를 깨닫게 되었다고 하였다. 성공회 전례는 말씀전례와 성찬전례로 이루어지는데, 그가 우연히 간 성공회 전도구 교회(Parish,Parish Church)에서 사제가 본기도에 이어 교회력에 따라 성서말씀을 편집한 성서정과 또는 전례독서(2021년부터 전례독서라고 바꿈(대한성공회))에 따라 읽은 제2독서 성서말씀이 에페소인들에게 보낸 편지 2장 8절이었던 것. 그 말씀을 듣고 뜻을 생각한 존 찰스 라일 주교는 마르틴 루터가 사도 성 바울의 로마서를 읽고 그러했듯이, 믿음을 통해 하느님과 올바른 관계를 가질 수 있다는 깨달음을 얻었다.  

### 성공회 사제로서의 삶
1841년 아버지의 은행이 문을 닫는 등 '인생의 암흑기'를 겪었으며, 그해 가을 성공회 사제직을 청원하였다. 1842년 윈체스터 성공회 성 토머스 교회에서 교구 사제가 되었으며, 1843년 헴프셔 주 헤밍엄에서 3년간 목회하면서 읽은 청교도들의 책들로부터 신학적인 영향을 받았다. 1844년 마틸다 플럼프터와 결혼하였으나, 몇 년 후, 어린 딸을 남기고 아내가 죽었으며, 뒤이어 어머니와 남동생과 여동생이 잇달아 세상을 떠나는 불행을 겪었다.
1847년 서퍽주에서 36년동안 목회하였으며, 아버지의 사업이 도산하면서 생긴 빚을 작가로 일해서 받은 인세로 갚아나갔다. 1848년 제시 워커와 재혼을 하였으며, 몸이 약한 아내가 10년뒤에 죽을때까지 아내와 네 명의 자녀들을 혼자서 돌보아야 했던 어려움가운데서도 강의와 교구에서의 목회를 소홀히 하지 않았다. 1861년 스트래드브로크 교구 성 토마스 교회에서 목회를 시작했으며, 헨리에타 클라우스와 재혼하였다. 헨라에타 여사는 성 토마스 교회의 사진을 찍어서 기록으로 남기는 일을 했으며, 성매매 여성을 돌보는 일을 하여 병으로 별세했을 때에 교우들이 무척 애도했다. 라일 주교도 장례 성찬례때에 헨리에타가 성공회 사제의 사모로서 곧 성직자의 부인으로서 교우들의 슬픔, 기쁨을 같이 한 공감능력을 기억했으니, 교우들에게 헨리에타 사모는 매우 좋은 사모였다.

라일 주교의 사목을 기록한 글에 의하면, 라일 주교가 목회한 성 토머스 교회는 매우 활기가 넘치는 교회였다.
그는 교인들의 영적 복지 뿐만 아니라 지상의 복지에도 큰 관심을 가졌고, 실제적이고 철저하게 전도구 일을 했다. 자리를 가득 채운 사람들이 밝고 힘찬 찬송을 부르는 예배는 단순하고 강력했으며, 거의 매번 회중석의 소년소녀들을 위한 권면으로 마무리되었다. 라일은 부모들에게 어린 자녀들을 데려오길 권했다. 현재 이보다 더 평온하고 정돈된 전도구는 찾아보기 힘들다.
어린 손님인 내게는 몸집도 크고 목소리도 우렁찬-옥스퍼드 대학교 크라이스트 처지대학에서 공부할 때에 크리켓 선수였음(인용자 주)-라일 신부님이 좀 무서워보였지만, 사실은 아주 친절하고 따뜻한 분이어서 금세 집처럼 편안해졌다. 신부님이 길을 나서면 아들들이 기쁘게 동행했다. 집안 분위기는 우리집처럼 경건했다. 매일 성경을 읽었고, 가족기도는 다소 길었으며, 신앙적인 대화를 많이 나누었다. 그러나 그 모든 일이 가식 없이 건전하게 이루어졌기 때문에 내가 볼 때 누구도 지루해하지 않았고, 어쨌든 당시에 그 체제를 트집 잡을 생각은 더욱 하지 않았다.
라일 주교는 어린이들을 좋아하여 어린이들이 학교에서 돌아올 때에, 달리기 시합을 시키고 간식을 주었다고 한다.(인용자 주) "그는 그런 경우를 대비하여 가지고 다니는 단 것으로 전도구를 다스린다고 말하고는 했다.".

이언 머레이(2018),정상윤 옮김, <J. C 라일>, 복있는 사람 162-163.
1872년 노퍽 주 노리치의 명예사제가 되었으며, 1879년 칭의에 대해 그러니까 믿음으로 하느님과 올바른 관계를 가질 수 있다는 교리에 대해 설교한《거룩》이 출간되었다.

### 성공회 주교로서의 삶
1880년 리버풀의 첫 주교가 되어 20년간 “아버지의 말씀은 진리입니다”(요한복음서 17장 17절)을 주제로 목회하였으며, 박력있고 따뜻한 그의 설교는 노동자들에게 사랑을 받았다고 전해진다. 1900년 6월 10일 별세하였다. 그의 둘째 아들 허버트 에드워드 라일도 아버지처럼 성공회 성직자가 되어, 1900년 12월 엑스터 주교가 되었다. 2018년에 복있는 사람에서 펴낸 라일 주교 전기인 《J. C 라일》(복있는 사람에서 펴냄)에 따르면 학문이 없는 자에게는 사제 서품을 주지 않는 원칙을 엄격하게 지킴으로써 리버풀 교구 사제들의 학문수준이 높도록 했다. 
그렇다고 라일이 목회자의 사역을 낮추어 본 것은 아니었다. 그는 목회가 특정한 재능을 요구하는 특별한 직무라고 믿었으며, “라틴어와 그리스어, 교회사, 영국 종교개혁사, 기도서, 교리문답서 및 기독교의 증거들을 거의 모르거나 전혀 모르는 그저 경건한 사람, 성경을 알고 복음을 말할 줄 아는 정도의 사람을 목회로 이끌려”하는 입장에 전혀 동조하지 않았다. “저는 목회직이 이보다 더 높은 기준을 요구한다고 생각합니다.”

이언 머레이(2018), 정상윤 옮김, 《J. C 라일》,복있는 사람 203쪽.
[

라일 주교는 노동자들을 매우 존중하였기 때문에, 노동자들도 라일 주교를 매우 존중했다.
그와 그의 가족은 에버크롬비 광장에 있는 세인트 캐서린에서 예배드리는 대신, 리처드 홉슨이 20년전 지하실에서 시작한 교회에 정착했다. 주교는 1881년 3월 13일에 처음 교회를 찾았고, 주일 저녁 예배 때 아일랜드 교회선교회를 위해 설교하고 성찬을 집전했다. 관할 사제였던 홉슨은 이렇게 회상했다.

전도구 역사상 처음으로 잊지 못할 저녁이었다. 많은 기도에 응답하시며 자신의 약속을 이루시는 주님의 임재를 참으로 느꼈다. 예배는 6시 30분에 시작하여 10시에 끝났고 주교님도 그때 끝났다. 그는 제의실에서 이렇게 말했다. “난 사람의 손을 중시하는데, 성찬을 받은 교인 중에서 6명 중 5명이 노동자더군요. 세인트 너세니얼 교회는 성공회가-정상윤 번역가는 Church of England, Anglo를 영국에서는 성공회가 국교이기 때문에 국교회라고 번역을 하셨지만, 인용하는 글에서는 성공회라고 고쳐서 인용함-노동자에게 맞지 않는다고 말하는 자들에게 제시할만한 대답입니다.”

라일에게 “노동자”란 일하는, 가난한 자들을 가리키는 명예로운 호칭이었다.

노동자가 초라한 집에 살수도 있고, 탄갱이나 면직공장이나 주철공장이나 부두나 화학 작업장에서 온종일 일한 탓에 거칠고 지저분해 보일 수도 있습니다. 그럼에도 그는 똑같은 혈과 육을 가진 사람입니다. 

라일이 후에 더비 교회협의회에서 말한 것처럼, 그런 이들이 “아주 영세한 가게 주인” 및 “기능공”들과 함께 세인트 너세니얼 교회를 이루고 있었고, “부자는 한 명도”없었다. 라일은 395명에게 성찬식 떡과 포도주를, 그중 절반이 남자로서 라일은 “떡과 포도주를 받는 손을 보고 그중 다수가 부두노동자요 주물공장 사람들인 것”을 알았다. 리처드 홉슨의 회중은 라일을 좋아했고, 라일도 그들을 좋아했다. 스코틀랜드 출신의 한 노동자가 “신부님은 주교일 리 없슈. 뭔 말을 하는지 내가 다 알겠다니께.”라고 소리치는 일도 이곳이기 때문에 가능했다. 세인트 너세니얼 교회는 라일 가족의 영적 가정이 되었다. 홉슨은 그가 “주교의 날개로” 교회를 보듬어주었고, 그것이 “나 자신과 내 사랑하는 노동자들에게 큰 힘이 되었다.”라고 했다. 후에 라일이 연설을 하러 전도구 인근 저탄장을 찾아오자 일꾼들은 “그가 올 때와 갈 때 모두 요란한 환성을 질렀다.”
접근하기 어렵다고 오해를 받던 주교는 날마다 운동 삼아 부잔교까지 붐비는 거리를 산책했고, 성직자 누구나 찾아올 수 있도록 매주 화요일 오전을 비워두었다. 후임자는 체바시(Francis J. Chavasse)가 라일에 대해 다음과 같이 쓴 데는 이유가 있었다.

리버풀과 교구에 대한 그의 애정은 열정의 수준에 이르렀다. 그는 대부분의 사람들이 쉴 생각을 하는 나이에- 책날개의 전기정보를 읽어보니, 라일 주교는 1816년 영국 매클스필드에서 태어났으며, 1842년 사제서품을 받아 성 토머스 교회에서 목회를 하다가 1880년에 리버풀 교구의 주교가 되었음.―, 주교 사역을 시작했고, 자기 머리로 생각하며 손으로 쓸 수 있는 한 “서두르는 법이 없이 쉬지 않고”계속 일했다.

1882년 웨슬리 감리교 협회는 라일 주교의 협조를 받아 노동자 숙소조합(Public House Company)를 시작했고, 코코아나 간단한 식사가 마련된 장소를 제공했다. 그리고 얼마 되지 않아 매일 최소 3만명이 이곳을 이용한 것으로 보고되었다. 

이언 머레이(2018),정상윤 옮김, <J. C 라일>, 복있는 사람, 242-244, 238